# Élections générales espagnoles de 2023 dans les îles Canaries
Les élections générales espagnoles de 2023 (en espagnol : Elecciones generales de España de 2023) se tiennent le dimanche 23 juillet 2023 afin d'élire les 350 députés et 208 des 266 sénateurs de la XVe législature des Cortes Generales. 15 députés sont élus dans les îles Canaries.

## Résultats

### Total régional
| Parti                  | Parti                                                   | Voix      | %     | +/-  | Sièges | +/-           |  |
| ---------------------- | ------------------------------------------------------- | --------- | ----- | ---- | ------ | ------------- |  |
|                        | Parti socialiste ouvrier espagnol (PSOE)                | 341 261   | 33,34 | 4,46 | 6      | 1             |  |
|                        | Parti populaire (PP)                                    | 311 627   | 30,44 | 9,67 | 6      | 2             |  |
|                        | Coalition canarienne (CCa)                              | 116 363   | 11,37 | N/A  | 1      | en stagnation |  |
|                        | Sumar (av. DVC)                                         | 108 001   | 10,55 | 5,73 | 1      | 1             |  |
|                        | Vox                                                     | 77 343    | 7,56  | 4,89 | 1      | 1             |  |
|                        | Nouvelles Canaries (NCa)                                | 45 595    | 4,45  | N/A  | 0      | 1             |  |
|                        | Parti animaliste contre la maltraitance animale (PACMA) | 9 717     | 0,95  | 0,31 | 0      | en stagnation |  |
|                        | Front ouvrier (FO)                                      | 2 254     | 0,22  | Nv.  | 0      | en stagnation |  |
|                        | Liste commune AC-PCPC                                   | 1 674     | 0,16  | 0,18 | 0      | en stagnation |  |
|                        | Recortes Cero                                           | 1 162     | 0,11  | 0,01 | 0      | en stagnation |  |
|                        | Pour un monde + juste (PUM+J)                           | 563       | 0,05  | 0,04 | 0      | en stagnation |  |
|                        | Vote blanc                                              | 8 150     | 0,80  | 0,02 |        |               |  |
|                        |                                                         |           |       |      |        |               |  |
| Suffrages exprimés     | Suffrages exprimés                                      | 1 023 710 | 98,84 |      |        |               |  |
| Votes nuls             | Votes nuls                                              | 11 979    | 1,16  |      |        |               |  |
| Total                  | Total                                                   | 1 035 689 | 100   | -    | 15     | en stagnation |  |
| Abstention             | Abstention                                              | 744 410   | 41,82 |      |        |               |  |
| Inscrits/Participation | Inscrits/Participation                                  | 1 780 099 | 58,18 |      |        |               |  |

### Las Palmas
| Parti                  | Parti                                                   | Voix    | %     | +/-           | Sièges | +/-           |  |
| ---------------------- | ------------------------------------------------------- | ------- | ----- | ------------- | ------ | ------------- |  |
|                        | Parti socialiste ouvrier espagnol (PSOE)                | 175 671 | 33,19 | 4,04          | 3      | en stagnation |  |
|                        | Parti populaire (PP)                                    | 136 857 | 25,85 | 4,49          | 3      | 1             |  |
|                        | Vox                                                     | 77 343  | 14,61 | 1,28          | 1      | en stagnation |  |
|                        | Sumar (av. DVC)                                         | 54 369  | 10,27 | 6,89          | 1      | en stagnation |  |
|                        | Nouvelles Canaries (NCa)                                | 42 430  | 8,02  | N/A           | 0      | 1             |  |
|                        | Coalition canarienne (CCa)                              | 33 558  | 6,34  | N/A           | 0      | en stagnation |  |
|                        | Parti animaliste contre la maltraitance animale (PACMA) | 3 570   | 0,67  | 0,53          | 0      | en stagnation |  |
|                        | Liste commune AC-PCPC                                   | 883     | 0,17  | 0,21          | 0      | en stagnation |  |
|                        | Front ouvrier (FO)                                      | 635     | 0,12  | Nv.           | 0      | en stagnation |  |
|                        | Pour un monde + juste (PUM+J)                           | 563     | 0,11  | en stagnation | 0      | en stagnation |  |
|                        | Recortes Cero                                           | 396     | 0,07  | 0,03          | 0      | en stagnation |  |
|                        | Vote blanc                                              | 3 062   | 0,58  | 0,24          |        |               |  |
|                        |                                                         |         |       |               |        |               |  |
| Suffrages exprimés     | Suffrages exprimés                                      | 529 337 | 98,96 |               |        |               |  |
| Votes nuls             | Votes nuls                                              | 5 575   | 1,04  |               |        |               |  |
| Total                  | Total                                                   | 534 912 | 100   | -             | 8      | en stagnation |  |
| Abstention             | Abstention                                              | 363 970 | 40,49 |               |        |               |  |
| Inscrits/Participation | Inscrits/Participation                                  | 898 882 | 59,51 |               |        |               |  |

### Santa Cruz de Tenerife
| Parti                  | Parti                                                   | Voix    | %     | +/-   | Sièges | +/-           |  |
| ---------------------- | ------------------------------------------------------- | ------- | ----- | ----- | ------ | ------------- |  |
|                        | Parti populaire (PP)                                    | 174 770 | 35,35 | 15,20 | 3      | 1             |  |
|                        | Parti socialiste ouvrier espagnol (PSOE)                | 165 590 | 33,49 | 4,90  | 3      | 1             |  |
|                        | Coalition canarienne (CCa)                              | 82 805  | 16,75 | N/A   | 1      | en stagnation |  |
|                        | Sumar (av. DVC)                                         | 53 632  | 10,85 | 4,51  | 0      | 1             |  |
|                        | Parti animaliste contre la maltraitance animale (PACMA) | 6 147   | 1,24  | 0,09  | 0      | en stagnation |  |
|                        | Nouvelles Canaries (NCa)                                | 3 165   | 0,64  | N/A   | 0      | en stagnation |  |
|                        | Front ouvrier (FO)                                      | 1 619   | 0,33  | Nv.   | 0      | en stagnation |  |
|                        | Liste commune AC-PCPC                                   | 791     | 0,16  | 0,14  | 0      | en stagnation |  |
|                        | Recortes Cero                                           | 766     | 0,15  | 0,04  | 0      | en stagnation |  |
|                        | Vox                                                     |         |       |       |        | 1             |  |
|                        | Vote blanc                                              | 5 088   | 1,03  | 0,30  |        |               |  |
|                        |                                                         |         |       |       |        |               |  |
| Suffrages exprimés     | Suffrages exprimés                                      | 494 373 | 98,72 |       |        |               |  |
| Votes nuls             | Votes nuls                                              | 6 404   | 1,28  |       |        |               |  |
| Total                  | Total                                                   | 500 777 | 100   | -     | 7      | en stagnation |  |
| Abstention             | Abstention                                              | 380 440 | 43,17 |       |        |               |  |
| Inscrits/Participation | Inscrits/Participation                                  | 881 217 | 56,83 |       |        |               |  |